# 萊茵瀑布

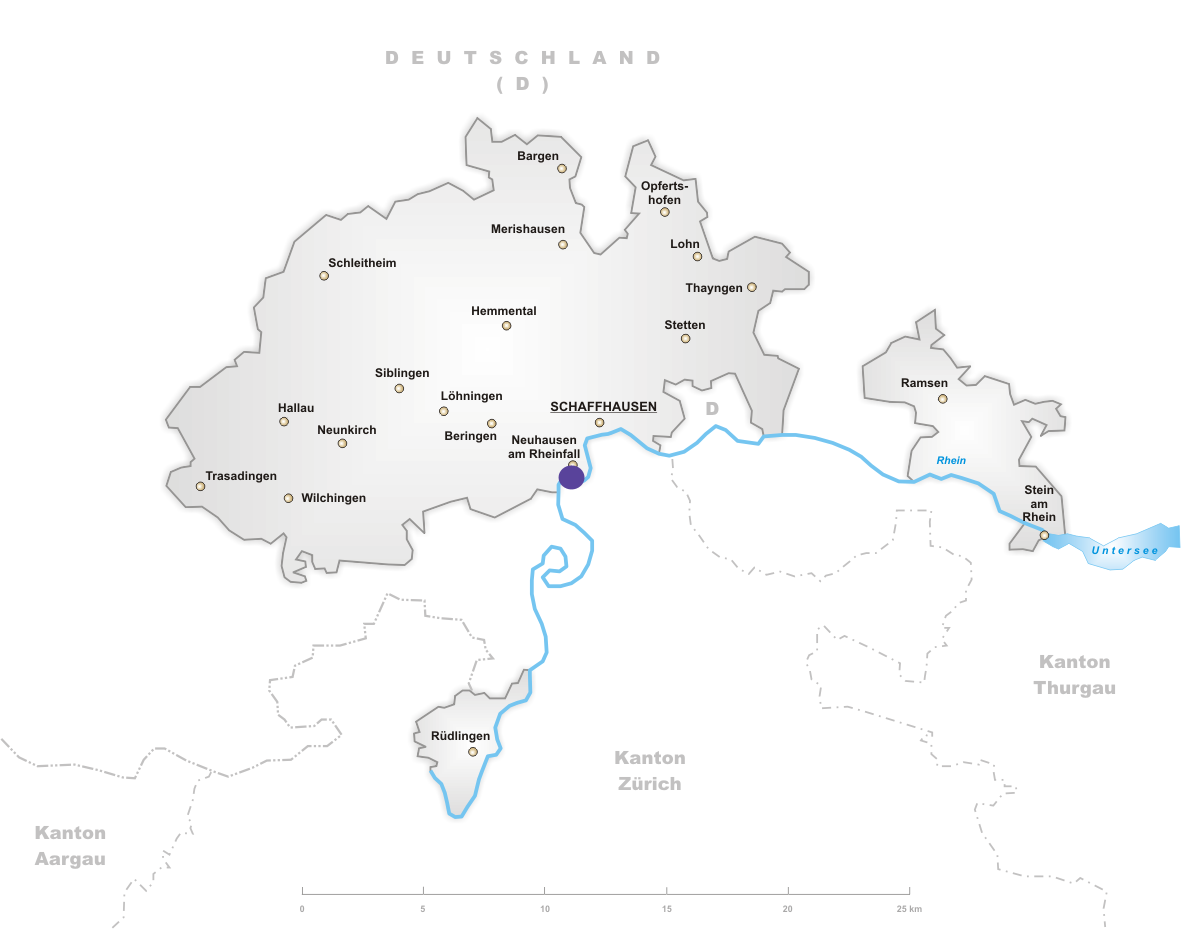
沙夫豪森州地圖，圖中的藍點是萊茵瀑布的位置，瀑布東方的湖泊是波登湖。

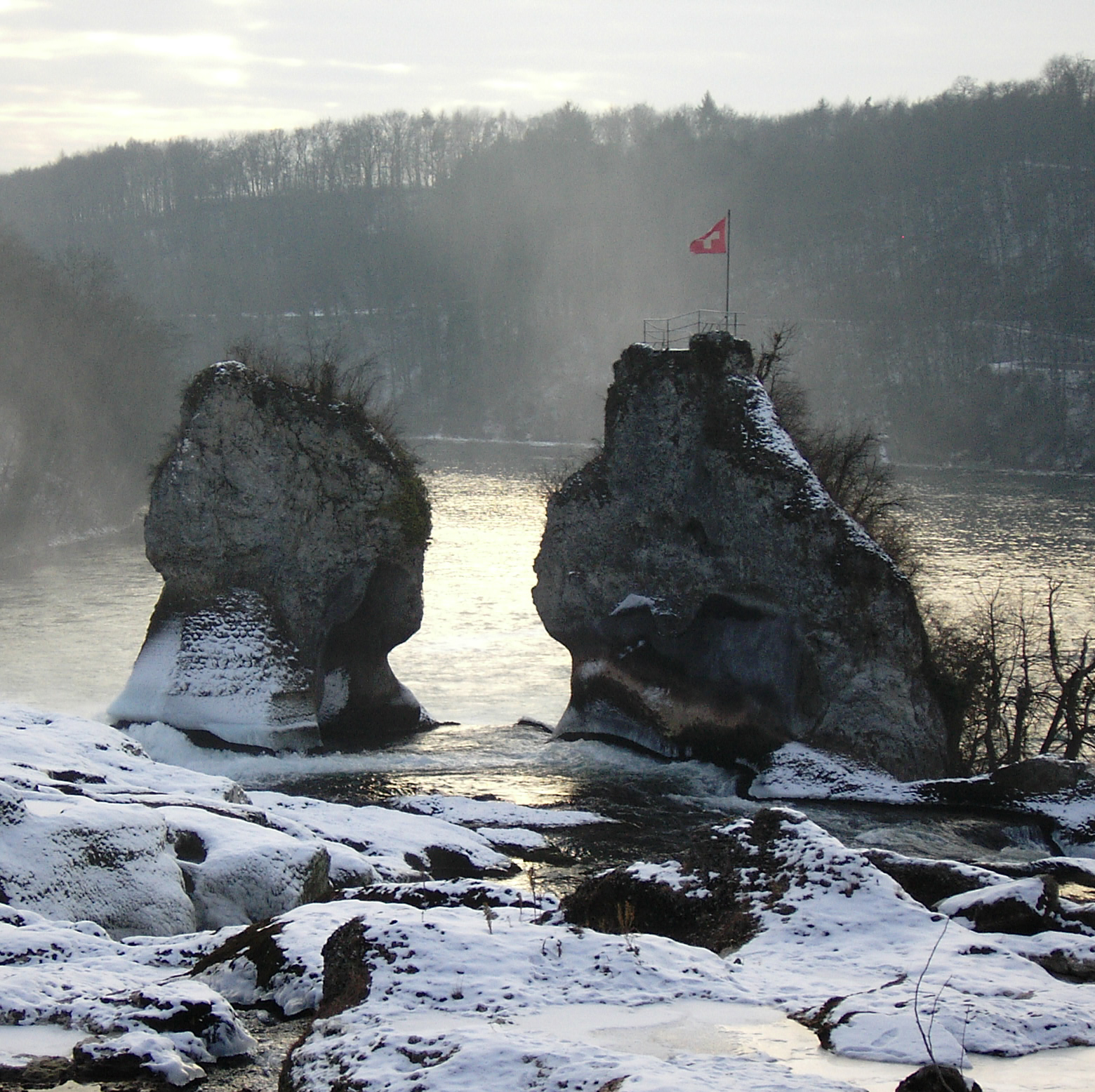
湖中央的兩座岩石，頂端揷著瑞士國旗。

萊茵瀑布（德語：Rheinfall）是高萊茵河（德語：Hochrhein，萊茵河的上游之一）上的一個瀑布。位於波登湖以及巴塞爾之間。瀑布同時也位在瑞士北部的沙夫豪森州境內，距離州政府沙夫豪森約4公里。瀑布旁有一座城鎮，稱為萊茵河畔紐豪森。   
萊茵瀑布大約在1萬4千年前到1萬7千年年形成，是目前歐洲流量最大的瀑布（另外冰島西北部的黛提瀑布高度最高，但流量及寬度較小），其平均流量與世界上其他瀑布相比排名第22名。它的寬度約150公尺，高度約23公尺。每年初春的融雪時期，是萊茵瀑布的水流量最大的時候。夏季的平均水流量大約是每秒600立方公尺，冬季約每秒250立方公尺，全年平均則約每秒373立方公尺。最高流量紀錄在1965年，是每秒1250立方公尺；最低流量紀錄則在1921年，為每秒95立方公尺。萊茵瀑布周圍區域形成了一個小型湖泊，最深處約為13公尺。由於水量豐沛，自從19世紀以來這裡就設有水力發電廠，因為這些電力的供應，使得附近的沙夫豪森得以工業化。
瀑布中央有兩座岩石，必須搭乘游船抵達。其中一座岩石上設有階梯，可以讓人走上揷著瑞士國旗的頂端。每年的瑞士國慶日（8月1日）在此有煙火表演。
鐵路在瀑布南岸的勞芬城堡設有一個車站。勞芬城堡除了是火車站之外，也是一個需要收費的觀景台。並設有一家旅社。

## 瀑布的形成
50萬年前，冰河時期結束產生的大量水流，形成了現在瀑布周邊的地形。到了大約20萬年前，也就是另一個稱為「里斯冰期」的冰河時期開始之前，萊茵河形成，並且從沙夫豪森西側流過。現今的萊茵瀑布，當時在河道的南方。
直到約12萬年前，也就是「里斯冰期」期間，萊茵河開始往南方轉向。由於不斷進行的侵蝕作用，到了大約1萬5千年前的「威斯康辛冰期」，萊茵瀑布終於成形。

## 交通
從蘇黎士搭火車到萊茵瀑布，全程大約需要50分鐘，中途需要轉車，附近有兩座車站，一個在紐豪森，另一個在勞芬城堡，屬於不同的鐵路系統。除了火車之外，也可以搭乘公共巴士前往。沙夫豪森也設有腳踏車道直達瀑布。

## 照片

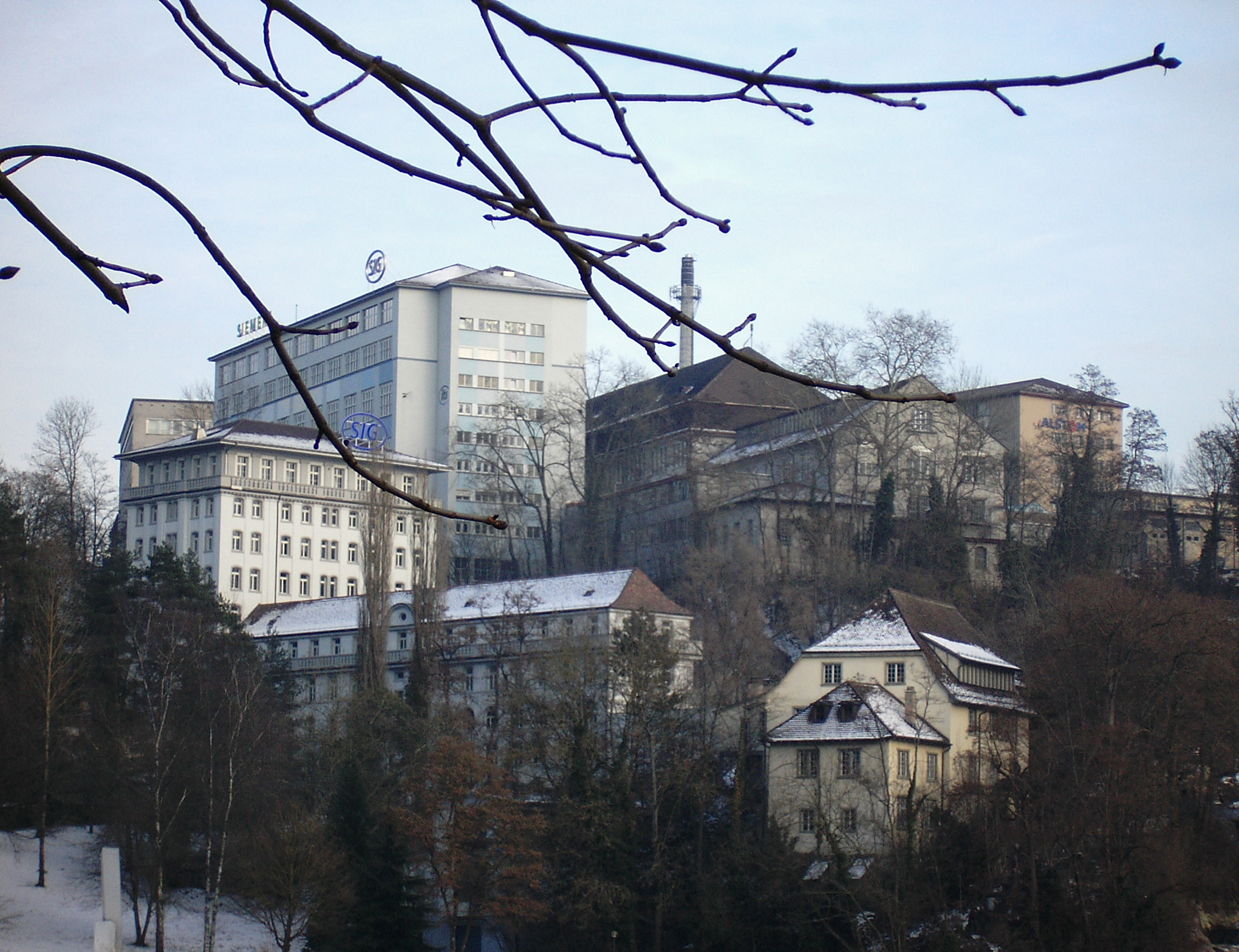
瀑布周圍的建築物。
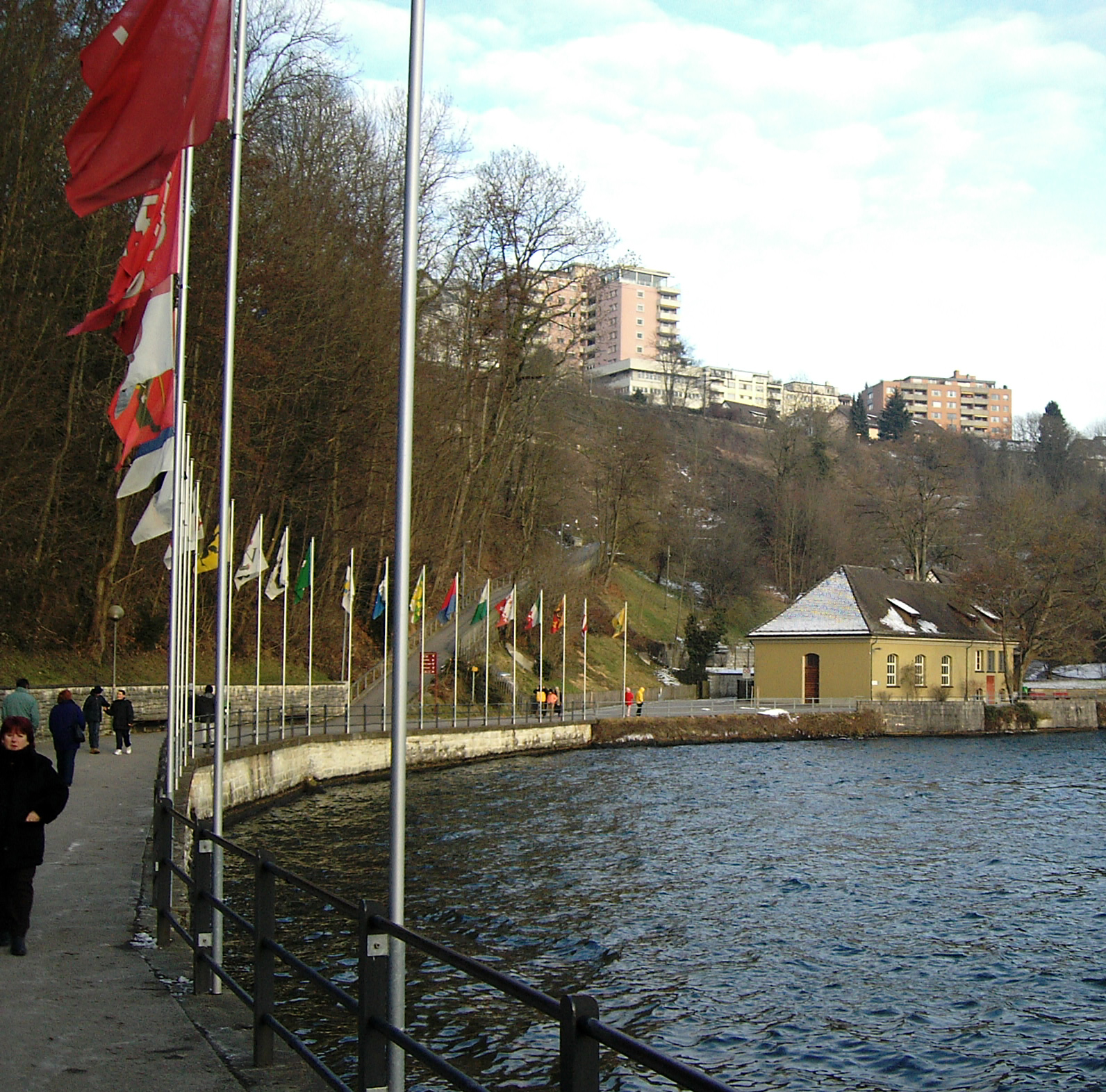
瀑布周圍的旗幟。
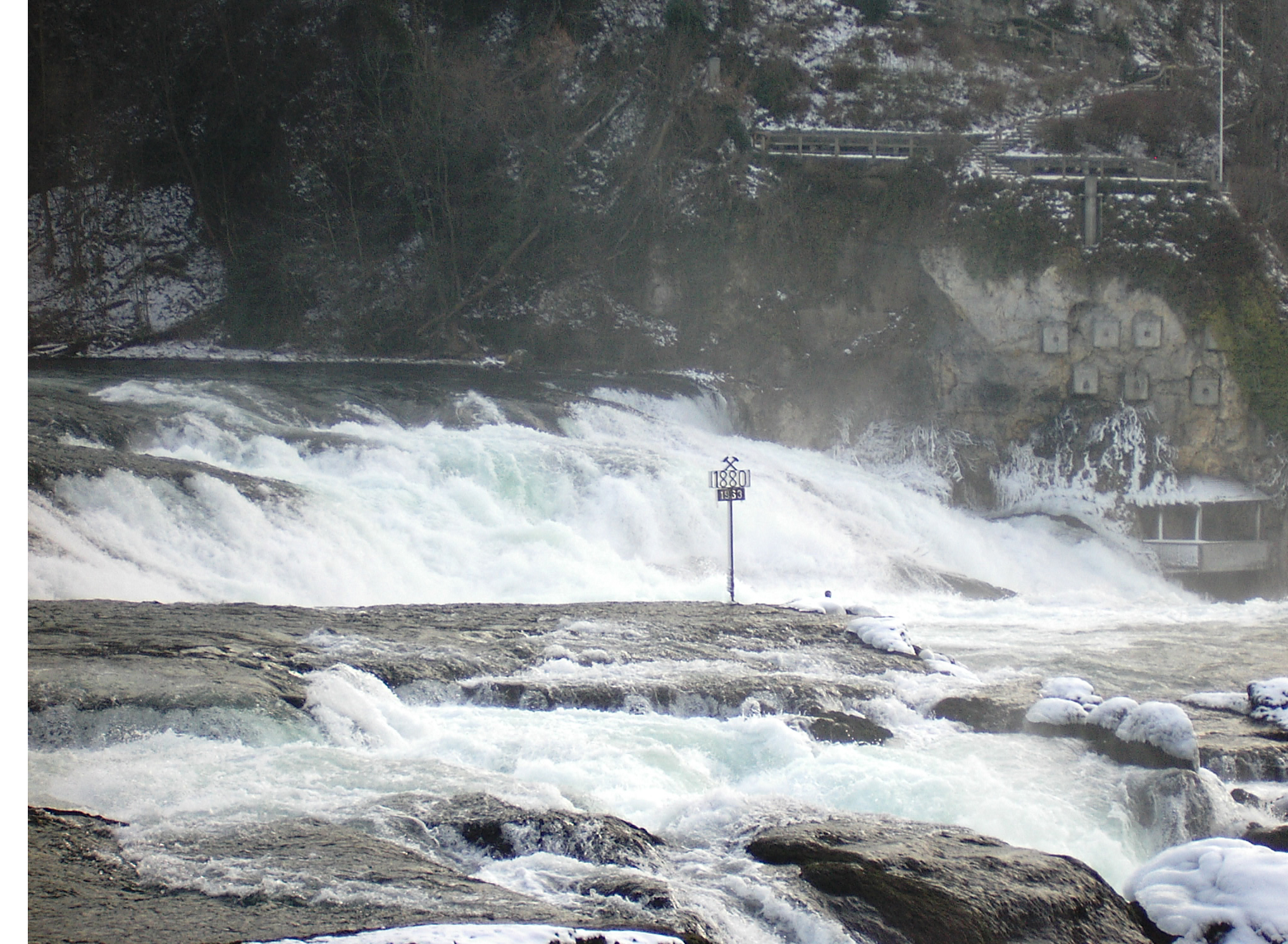
冬季的瀑布水流，右上是到達此地的鐵路。
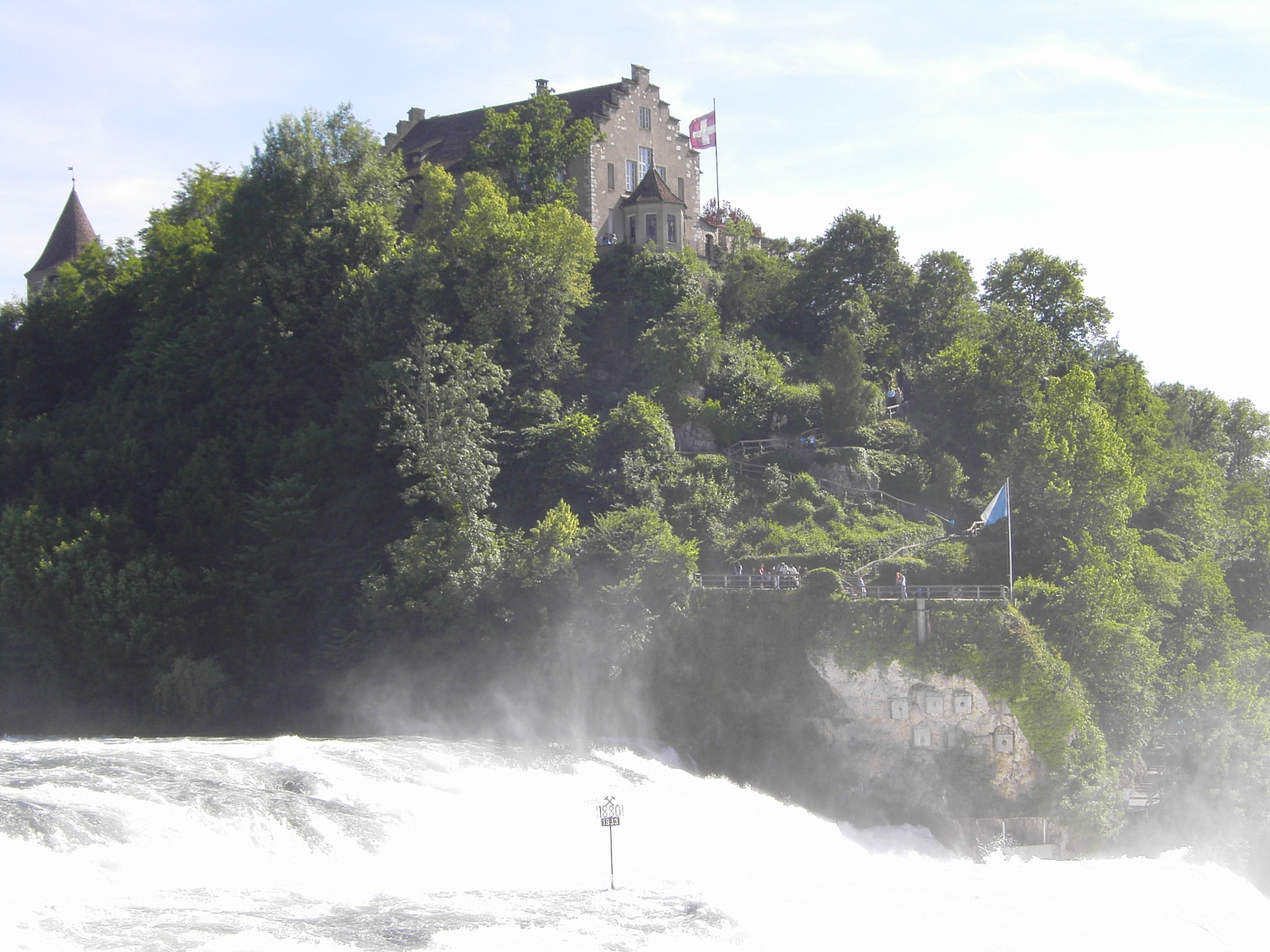
勞芬城堡。
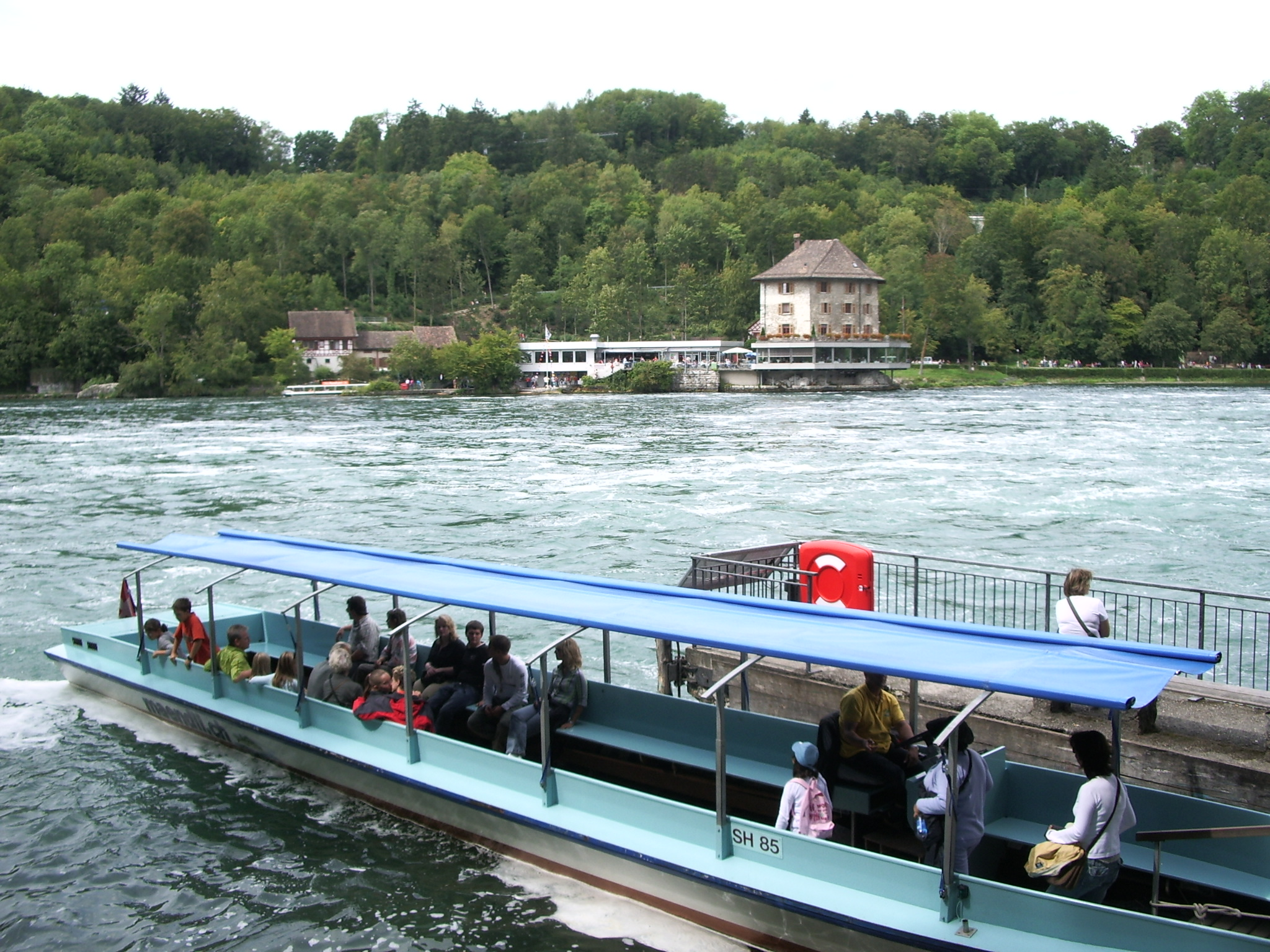
觀賞瀑布的游船。

## 資料來源與注解
1. ↑  World's Largest Waterfalls 的存檔，存档日期2008-12-18.
2. ↑  .   [2007-02-10]. （原始内容存档于2007-03-12）.
3. ↑  .   [2007-02-10]. （原始内容存档于2007-09-29）.

## 外部連結
- MySwitzerland.com
- www.rheinfall.com （页面存档备份，存于）
- Schifffahrt am Rheinfall （页面存档备份，存于）
- World Waterfalls Database